# Paul Muni
Paul Muni (née Frederich Meshilem Meier Weisenfreund; 22 de setembro de 1895– 25 de agosto de 1967) foi um ator americano de teatro e cinema austro-húngaro que cresceu em Chicago. Muni foi cinco vezes indicado ao Óscar, com uma vitória. Ele começou sua carreira de ator no teatro iídiche. Durante a década de 1930, ele foi considerado um dos atores de maior prestígio no estúdio da Warner Bros. e teve o raro privilégio de escolher quais papéis ele queria.
Sua qualidade de atuação, geralmente interpretando um personagem poderoso, como o protagonista de Scarface (1932), foi em parte resultado de sua intensa preparação para seus papéis, muitas vezes mergulhando no estudo dos traços e maneirismos do personagem real. Ele também era altamente habilidoso no uso de técnicas de maquiagem, um talento que aprendeu com seus pais, que também eram atores, e desde seus primeiros anos no palco com o teatro iídiche em Chicago. Aos doze anos, ele desempenhou o papel de palco de um homem de oitenta anos; em um de seus filmes, Seven Faces, ele interpretou sete personagens diferentes.
Ele fez 22 filmes e ganhou o Óscar de Melhor Ator por seu papel no filme de 1936, The Story of Louis Pasteur. Ele também atuou em várias peças da Broadway e ganhou o Tony Award de Melhor Ator em uma peça por seu papel na produção de 1955, Inherit the Wind.